# Blaquerna

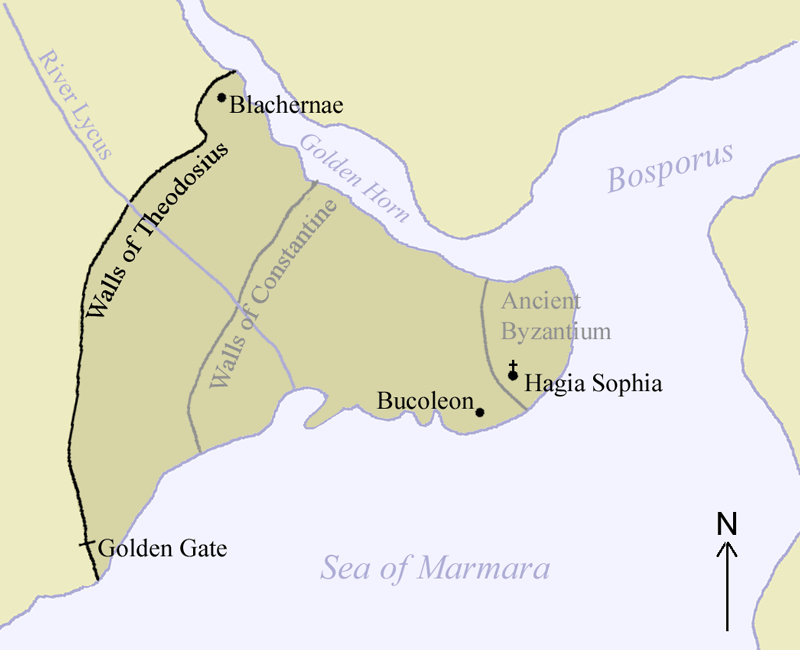
Mapa de Constantinopla que señala la posición de Blanquerna.

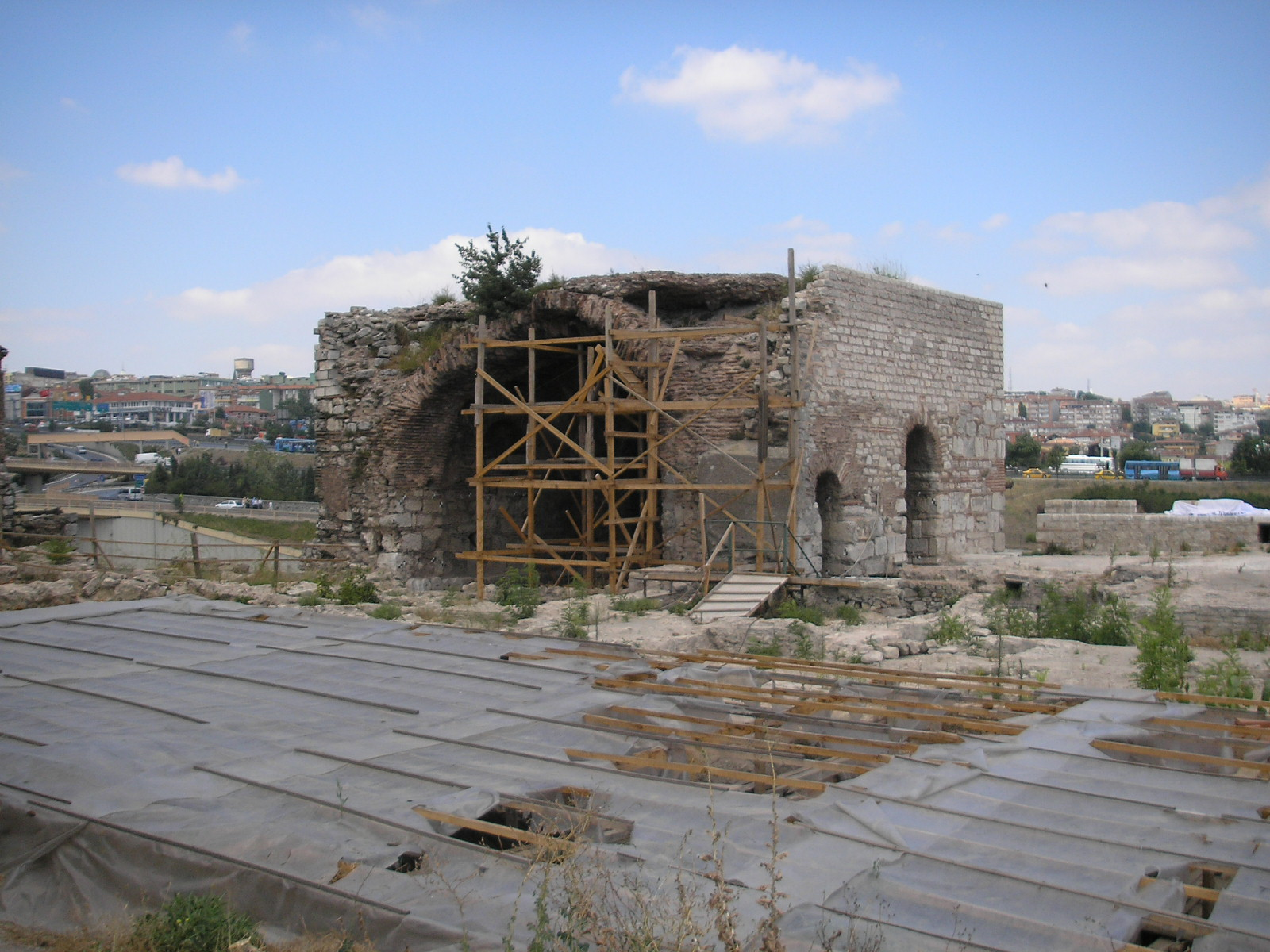
Ruinas del Palacio de Blanquerna.

Blaquerna (en griego Βλαχερναί) fue un suburbio situado en el noroeste de Constantinopla. En aquel lugar existía un manantial y se habían construido algunas iglesias, especialmente por Pulqueria en el siglo V y por Justiniano I en el VI. Su localización original era extramuros hasta 627, cuando las murallas se ampliaron para incluir esta sección de la ciudad. El área se extendió hasta el palacio imperial en el siglo XI por Alejo I, pero las murallas eran relativamente débiles, reforzadas únicamente por los muros del propio palacio. Tras Alejo, el Palacio de Blanquerna se convirtió en la principal residencia del emperador desde 1081 a 1453, mientras el antiguo Gran Palacio se continuó utilizando para las principales ceremonias imperiales.
Su debilidad quedó patente en la cuarta Cruzada, cuando los invasores penetraron en Blanquerna. En Blaquerna también se localizaba la Iglesia de Santa María de las Blaquernas, en honor a Theotokos (Madre de Dios), que se convirtió en la segunda iglesia en importancia de Constantinopla tras Santa Sofía, por la única razón de que la residencia del emperador estaba próxima. En 1347, Juan VI Cantacuceno fue coronado allí en lugar de en Santa Sofía. En 1453 durante el asedio final de Constantinopla, los otomanos atacaron Blanquerna con su gran cañón, destruyendo completamente sus muros, fallando los bizantinos en bloquear la Kerkaporta, permitiendo así la entrada de los turcos en la ciudad.
Tras la conquista otomana, los sultanes se establecieron primero en un palacio construido en el barrio de Beyazıt, donde hoy se encuentra la Universidad de Estambul, y posteriormente denominado Eski Saray ("Palacio Viejo" en turco). Luego la residencia y las oficinas reales del sultán se trasladaron al Palacio de Topkapı al lado de la antigua acrópolis de Bizancio, en el lado opuesto al Gran Palacio, que estaba completamente en ruinas, con lo que el área de Blanquerna (con la única excepción del Palacio de los Porfirogenetas) cayó en desuso.